# Den ofattbara orkestern
Den ofattbara orkestern är en svensk orkester som har varit medverkande i alla Galenskaparna och After Shaves revyer, TV-serier och filmer. Orkestern har varit med sedan starten 1982.

## Medlemmar
- Charles Falk – (tidigare) kapellmästare
- Anders Ekdahl – kapellmästare
- Jan Gunér – bas
- Lars "Lim" Moberg – gitarr
- Måns Abrahamsson – trummor
- Jan Corneliuson – piano